# Ungureni (Bacău)
Ungureni es una comuna rumana del condado de Bacău.

## Geografía
La comuna está ubicada en la Moldavia rumana.

## Toponimia
La comuna se llamó Bibirești hasta 1887, cuando pasó a denominarse Leca. Hacia comienzos del siglo XX la capital de la comuna era conocida como Leca o Ungureni. En la segunda mitad del siglo XX la comuna había pasado a recibir el nombre de Ungureni.

## Historia
Hacia comienzos del siglo XX la comuna, que por entonces estaba formaba por las localidades de Ungureni o Leca (capital), Bibirești, Tociloasa, Slobozia, Zlătari, Varnița y Bota, en el condado de Bacău, tenía contabilizada una población de 1823 habitantes.
En la segunda mitad del siglo XX la comuna, llamada Ungureni, seguía perteneciendo al condado de Bacău y estaba compuesta por las localidades de Ungureni, Bărtășești, Bibirești, Bota, Botești, Gârla Anei, Viforeni y Zlătari. En el censo de 2021 la comuna tenía una población de 3532 habitantes.